# Leonardo Torres y Quevedo

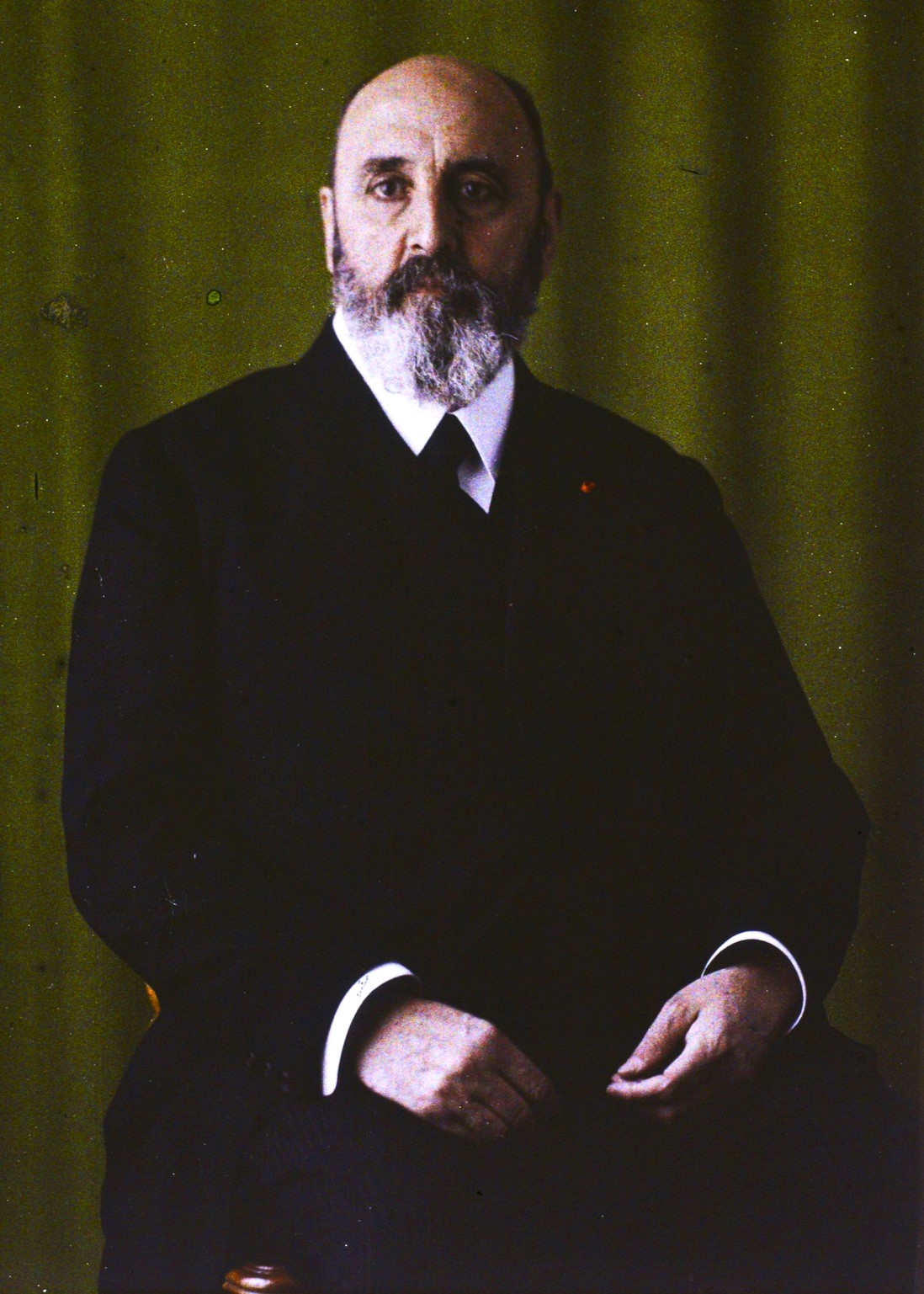
Leonardo Torres y Quevedo in 1921.

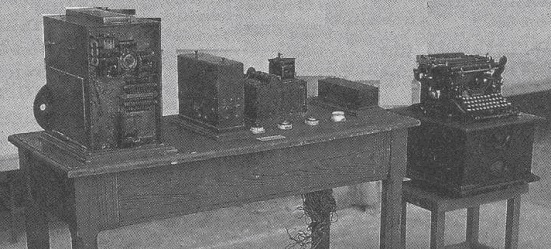
Elektromechanische rekenmachine van Leonardo Torres y Quevedo uit 1920.

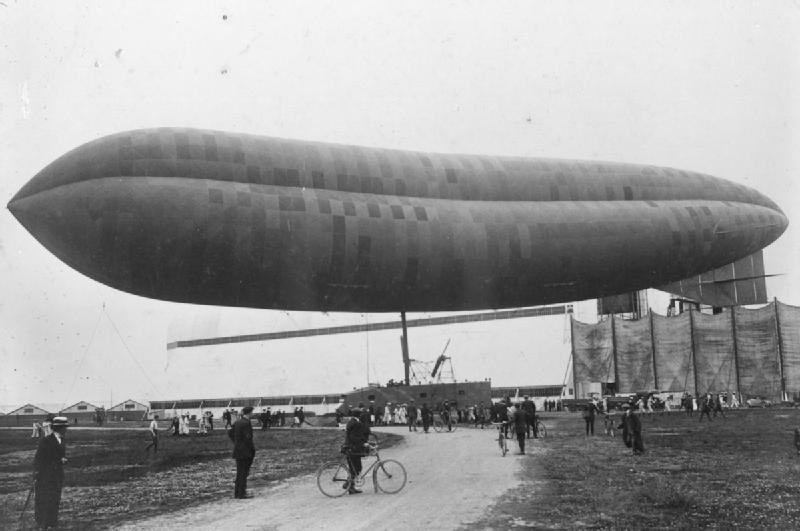
Astra-Torres luchtschip (ca. 1913).

Leonardo Torres y Quevedo (28 december 1852 – 18 december 1936) was een Spaanse ingenieur en wiskundige, die een zeer uiteenlopende reeks uitvindingen op zijn naam heeft staan, waaronder rekenmachines en luchtschepen.
In 1912 vond hij een schaakmachine uit, El Ajedrecista (Spaans voor De Schaakspeler). In 1920 bracht hij hiervan een verbeterde versie uit. Deze machine kon alleen het eindspel van koning en toren tegen koning alleen spelen. Welke beginstelling er ook werd neergezet, de machine slaagde er altijd in de koning alleen mat te zetten.
In samenwerking met het Franse bedrijf Société Astra ontwierp hij een aantal luchtschepen die onder de naam Astra-Torres werden verkocht. Deze samenwerking hield omstreeks 1922 op te bestaan.